# (464466) 2016 BZ45
(464466) 2016 BZ45 es un asteroide perteneciente al cinturón de asteroides, descubierto el 15 de diciembre de 2004 por el equipo Spacewatch desde el Observatorio Nacional de Kitt Peak (Arizona, Estados Unidos).